# Biathlon na Zimowych Igrzyskach Olimpijskich 2006 – bieg pościgowy mężczyzn
Bieg pościgowy mężczyzn podczas Zimowych Igrzyskach Olimpijskich 2006 odbył się 18 lutego w Cesana San Sicario. Była to trzecia konkurencja mężczyzn podczas igrzysk. Do udziału w biegu uprawnionych było 60 najlepszych zawodników biegu sprinterskiego. W biegu pościgowym wystartowało 57 zawodników, biegu nie ukończył jeden z nich – Raphaël Poirée. Bieg zaliczany był do cyklu pucharu świata.
Złoty medal zdobył reprezentant Francji Vincent Defrasne, która oddał dwa niecelne strzały – oba podczas ostatniego strzelania. Drugie miejsce zajął Norweg Ole Einar Bjørndalen, który trzy razy spudłował na strzelnicy. Brązowy medal wywalczył Sven Fischer. Niemiec oddał jeden niecelny strzał więcej niż Norweg i stracił do zwycięzcy 15,6 sekundy.
Po zakończeniu igrzysk wszczęto postępowanie dyscyplinarne wobec dwóch austriackich zawodników – Wolfganga Rottmanna oraz Wolfganga Pernera. 24 kwietnia 2007 roku Komisja Dyscyplinarna Międzynarodowego Komitetu Olimpijskiego podjęła decyzję o dyskwalifikacji obu zawodników, jednocześnie anulując ich wyniki zdobyte podczas Zimowych Igrzysk Olimpijskich 2006. Przyczyną dyskwalifikacji było znalezienie w domu jednego z nich m.in. substancji i urządzeń do przetaczania krwi.

## Tło
Bieg pościgowy mężczyzn na Zimowych Igrzyskach Olimpijskich 2006 w Turynie był piątą tego rodzaju konkurencją w sezonie 2005/2006. Zawodnicy rywalizowali wcześniej w szwedzkim Östersund, słowackim Osrblie, niemieckim Ruhpolding oraz włoskiej miejscowości Rasen-Antholz. W pierwszych zawodach zwyciężył Norweg Ole Einar Bjørndalen. Na podium znaleźli się również Francuz Vincent Defrasne oraz Rosjanin Iwan Czeriezow. W kolejnych zawodach, w słowackiej miejscowości, trzy pierwsze miejsca zajęli niemieccy zawodnicy, kolejno: Sven Fischer, Alexander Wolf oraz Michael Rösch. 15 stycznia odbył się bieg w niemieckim Ruhpolding, w którym zwyciężył Michael Rösch. Drugie miejsce zajął Francuz Raphaël Poirée, a trzecie Rosjanin Siergiej Czepikow. Ostatni bieg pościgowy przed igrzyskami miał miejsce w Rasen-Antholz. W biegu tym zwyciężył inny Niemiec – Ricco Groß. Miejsca na podium uzupełniło dwóch Norwegów: Halvard Hanevold oraz Frode Andresen.
W sezonie poprzedzającym igrzyska rozegrane zostały mistrzostwach świata, podczas których Ole Einar Bjørndalen zwyciężył w biegu pościgowym. Srebrny medal zdobył Siergiej Czepikow, a brąz Sven Fischer z Niemiec. Mistrzostwa olimpijskiego z 2002 roku również bronił Ole Einar Bjørndalen. Podczas zawodów w Salt Lake City drugie miejsce zajął Raphaël Poirée, a trzecie Ricco Groß.
| Data                                                              | Miejscowość                                  | Zwycięzca                                    | Zwycięzca                                    | Drugi                                        | Drugi                                        | Trzeci                                       | Trzeci                                       | Źródło                                       |
| Data                                                              | Miejscowość                                  | Wynik                                        | P. strata                                    | Wynik                                        | P. strata                                    | Wynik                                        | P. strata                                    | Źródło                                       |
| Wyniki biegu pościgowego w sezonie 2005/2006                      | Wyniki biegu pościgowego w sezonie 2005/2006 | Wyniki biegu pościgowego w sezonie 2005/2006 | Wyniki biegu pościgowego w sezonie 2005/2006 | Wyniki biegu pościgowego w sezonie 2005/2006 | Wyniki biegu pościgowego w sezonie 2005/2006 | Wyniki biegu pościgowego w sezonie 2005/2006 | Wyniki biegu pościgowego w sezonie 2005/2006 | Wyniki biegu pościgowego w sezonie 2005/2006 |
| ----------------------------------------------------------------- | -------------------------------------------- | -------------------------------------------- | -------------------------------------------- | -------------------------------------------- | -------------------------------------------- | -------------------------------------------- | -------------------------------------------- | -------------------------------------------- |
| 27 listopada                                                      | Östersund                                    | Ole Einar Bjørndalen                         | Ole Einar Bjørndalen                         | Vincent Defrasne                             | Vincent Defrasne                             | Iwan Czeriezow                               | Iwan Czeriezow                               | [ 3 ]                                        |
| 27 listopada                                                      | Östersund                                    | 34:06,8 (1+2+0+0)                            | +0:32                                        | 34:28,4 (0+0+0+1)                            | +0:45                                        | 34:42,0 (0+0+1+0)                            | +0:46                                        | [ 3 ]                                        |
| 18 grudnia                                                        | Brezno-Osrblie                               | Sven Fischer                                 | Sven Fischer                                 | Alexander Wolf                               | Alexander Wolf                               | Michael Rösch                                | Michael Rösch                                | [ 4 ]                                        |
| 18 grudnia                                                        | Brezno-Osrblie                               | 33:46,7 (0+0+0+1)                            | +0:17                                        | 34:13,0 (0+0+1+1)                            | +0:00                                        | 34:13,1 (0+0+1+2)                            | +0:06                                        | [ 4 ]                                        |
| 15 stycznia                                                       | Ruhpolding                                   | Michael Rösch                                | Michael Rösch                                | Raphaël Poirée                               | Raphaël Poirée                               | Siergiej Czepikow                            | Siergiej Czepikow                            | [ 5 ]                                        |
| 15 stycznia                                                       | Ruhpolding                                   | 39:08,4 (0+1+2+0)                            | +0:04                                        | 39:08,5 (0+0+2+1)                            | +0:15                                        | 39:09,0 (0+0+1+0)                            | +0:49                                        | [ 5 ]                                        |
| 20 stycznia                                                       | Rasen-Antholz                                | Ricco Groß                                   | Ricco Groß                                   | Halvard Hanevold                             | Halvard Hanevold                             | Frode Andresen                               | Frode Andresen                               | [ 6 ]                                        |
| 20 stycznia                                                       | Rasen-Antholz                                | 33:44,0 (0+0+0+0)                            | +0:34                                        | 34:13,8 (0+0+1+1)                            | +0:42                                        | 34:18,7 (1+1+1+1)                            | +0:00                                        | [ 6 ]                                        |
| Wyniki biegu pościgowego na mistrzostwach świata 2005             |                                              |                                              |                                              |                                              |                                              |                                              |                                              |                                              |
| 6 marca                                                           | Hochfilzen                                   | Ole Einar Bjørndalen                         | Ole Einar Bjørndalen                         | Siergiej Czepikow                            | Siergiej Czepikow                            | Sven Fischer                                 | Sven Fischer                                 | [ 7 ]                                        |
| 6 marca                                                           | Hochfilzen                                   | 36:41,4 (0+1+1+1)                            | +0:00                                        | 37:20,6 (0+0+0+0)                            | +0:26                                        | 37:32,1 (2+0+1+0)                            | +0:11                                        | [ 7 ]                                        |
| Wyniki biegu pościgowego na Zimowych Igrzyskach Olimpijskich 2002 |                                              |                                              |                                              |                                              |                                              |                                              |                                              |                                              |
| 16 lutego                                                         | Salt Lake City                               | Ole Einar Bjørndalen                         | Ole Einar Bjørndalen                         | Raphaël Poirée                               | Raphaël Poirée                               | Ricco Groß                                   | Ricco Groß                                   | [ 8 ]                                        |
| 16 lutego                                                         | Salt Lake City                               | 32:34,6 (1+0+0+1)                            | +0:00                                        | 33:17,6 (0+1+0+0)                            | +1:06                                        | 33:30,6 (0+0+0+2)                            | +0:53                                        | [ 8 ]                                        |

Przed biegiem liderem klasyfikacji generalnej pucharu świata był Raphaël Poirée. Francuz miał 12 punktów przewagi nad Svenem Fischerem. Trzecie miejsce zajmował Michael Greis, który przed biegiem pościgowym zdobył już dwa medale – w biegu indywidualnym i masowym. W klasyfikacji biegu pościgowego w sezonie 2005/2006 prowadził Michael Rösch, który jednak nie został zgłoszony do startu w tym biegu. Drugie miejsce zajmował Raphaël Poirée, a trzecie Sven Fischer. Broniący tytułu mistrza olimpijskiego Ole Einar Bjørndalen w klasyfikacji pucharu świata zajmował 5. miejsce, a w klasyfikacji biegu pościgowego był na 4. pozycji.
| Klasyfikacja generalna pucharu świata | Klasyfikacja generalna pucharu świata | Klasyfikacja generalna pucharu świata | Klasyfikacja generalna pucharu świata | Klasyfikacja generalna pucharu świata |
| Pozycja                               | Zawodnik                              | Reprezentacja                         | Punkty                                | Strata                                |
| ------------------------------------- | ------------------------------------- | ------------------------------------- | ------------------------------------- | ------------------------------------- |
| 1.                                    | Raphaël Poirée                        | Francja                               | 443                                   | –                                     |
| 2.                                    | Sven Fischer                          | Niemcy                                | 431                                   | +22                                   |
| 3.                                    | Michael Greis                         | Niemcy                                | 379                                   | +64                                   |
| 4.                                    | Michael Rösch                         | Niemcy                                | 376                                   | +67                                   |
| 5.                                    | Ole Einar Bjørndalen                  | Norwegia                              | 365                                   | +78                                   |
| Źródło:                               |                                       |                                       |                                       |                                       |

| Klasyfikacja biegu pościgowego w sezonie 2005/2006 | Klasyfikacja biegu pościgowego w sezonie 2005/2006 | Klasyfikacja biegu pościgowego w sezonie 2005/2006 | Klasyfikacja biegu pościgowego w sezonie 2005/2006 | Klasyfikacja biegu pościgowego w sezonie 2005/2006 |
| Pozycja                                            | Zawodnik                                           | Reprezentacja                                      | Punkty                                             | Strata                                             |
| -------------------------------------------------- | -------------------------------------------------- | -------------------------------------------------- | -------------------------------------------------- | -------------------------------------------------- |
| 1.                                                 | Michael Rösch                                      | Niemcy                                             | 131                                                | –                                                  |
| 2.                                                 | Raphaël Poirée                                     | Francja                                            | 108                                                | +23                                                |
| 3.                                                 | Sven Fischer                                       | Niemcy                                             | 94                                                 | +37                                                |
| 4.                                                 | Ole Einar Bjørndalen                               | Norwegia                                           | 87                                                 | +44                                                |
| 5.                                                 | Ricco Groß                                         | Niemcy                                             | 84                                                 | +47                                                |
| Źródło:                                            |                                                    |                                                    |                                                    |                                                    |

## Lista startowa
Opracowano na podstawie materiału źródłowego:
Do biegu zostali zakwalifikowani najlepsi zawodnicy biegu sprinterskiego. Sześćdziesięciu zawodników startowało zgodnie z różnicami czasowymi uzyskanymi w poprzedniej konkurencji.
Lista startowa biegu pościgowego:
| Numer | Zawodnik                | Reprezentacja            | Strata |
| ----- | ----------------------- | ------------------------ | ------ |
| 1     | Sven Fischer            | Niemcy                   | +0:00  |
| 2     | Halvard Hanevold        | Norwegia                 | +0:08  |
| 3     | Frode Andresen          | Norwegia                 | +0:20  |
| 4     | Wolfgang Perner         | Austria                  | +0:40  |
| 5     | Vincent Defrasne        | Francja                  | +0:43  |
| 6     | Iwan Czeriezow          | Rosja                    | +0:57  |
| 7     | Ricco Groß              | Niemcy                   | +1:04  |
| 8     | Mattias Nilsson         | Szwecja                  | +1:07  |
| 9     | Raphaël Poirée          | Francja                  | +1:07  |
| 10    | Maksim Czudow           | Rosja                    | +1:09  |
| 11    | Zdeněk Vítek            | Czechy                   | +1:13  |
| 12    | Ole Einar Bjørndalen    | Norwegia                 | +1:14  |
| 13    | Ilmārs Bricis           | Łotwa                    | +1:15  |
| 14    | Björn Ferry             | Szwecja                  | +1:20  |
| 15    | Alexander Wolf          | Niemcy                   | +1:23  |
| 16    | Christoph Sumann        | Austria                  | +1:31  |
| 17    | Stian Eckhoff           | Norwegia                 | +1:36  |
| 18    | Zhang Chengye           | Chińska Republika Ludowa | +1:39  |
| 19    | Julien Robert           | Francja                  | +1:43  |
| 20    | Tomasz Sikora           | Polska                   | +1:43  |
| 21    | Witalij Rudenczyk       | Bułgaria                 | +1:48  |
| 22    | Nikołaj Krugłow         | Rosja                    | +1:54  |
| 23    | Wilfried Pallhuber      | Włochy                   | +1:54  |
| 24    | Siergiej Czepikow       | Rosja                    | +1:57  |
| 25    | Rustam Waliullin        | Białoruś                 | +1:57  |
| 26    | Wiesław Ziemianin       | Polska                   | +1:59  |
| 27    | Wolfgang Rottmann       | Austria                  | +2:00  |
| 28    | Christian De Lorenzi    | Włochy                   | +2:03  |
| 29    | Andrij Deryzemla        | Ukraina                  | +2:04  |
| 30    | Oleg Ryżenkow           | Białoruś                 | +2:04  |
| 31    | Pavol Hurajt            | Słowacja                 | +2:06  |
| 32    | Siarhiej Nowikau        | Białoruś                 | +2:07  |
| 33    | Ferréol Cannard         | Francja                  | +2:08  |
| 34    | Ondřej Moravec          | Czechy                   | +2:09  |
| 35    | Michael Greis           | Niemcy                   | +2:11  |
| 36    | Ołeksandr Biłanenko     | Ukraina                  | +2:15  |
| 37    | Tim Burke               | Stany Zjednoczone        | +2:16  |
| 38    | Janez Marič             | Słowenia                 | +2:17  |
| 39    | David Ekholm            | Szwecja                  | +2:22  |
| 40    | Hidenori Isa            | Japonia                  | +2:26  |
| 41    | Rene Laurent Vuillermoz | Włochy                   | +2:35  |
| 42    | Indrek Tobreluts        | Estonia                  | +2:36  |
| 43    | David Leoni             | Kanada                   | +2:39  |
| 44    | Roman Dostál            | Czechy                   | +2:39  |
| 45    | Matthias Simmen         | Szwajcaria               | +2:45  |
| 46    | Rusłan Łysenko          | Ukraina                  | +2:45  |
| 47    | Paavo Puurunen          | Finlandia                | +2:46  |
| 48    | Lowell Bailey           | Stany Zjednoczone        | +2:50  |
| 49    | Tatsumi Kasahara        | Japonia                  | +2:55  |
| 50    | Jānis Bērziņš           | Łotwa                    | +2:58  |
| 51    | Raivis Zīmelis          | Łotwa                    | +3:00  |
| 52    | Robin Clegg             | Kanada                   | +3:01  |
| 53    | Miroslav Matiaško       | Słowacja                 | +3:01  |
| 54    | Ludwig Gredler          | Austria                  | +3:06  |
| 55    | Carl Johan Bergman      | Szwecja                  | +3:10  |
| 56    | Kristaps Lībietis       | Łotwa                    | +3:10  |
| 57    | Michal Šlesingr         | Czechy                   | +3:11  |
| 58    | Aleksandr Czerwiakow    | Kazachstan               | +3:16  |
| 59    | Matej Kazár             | Słowacja                 | +3:18  |
| 60    | Roland Lessing          | Estonia                  | +3:19  |

## Przebieg rywalizacji
Opracowano na podstawie materiału źródłowego:
Podczas biegu zawodnicy mieli do pokonania 12,5 kilometrową trasę. Dystans został podzielony na pięć odcinków (okrążeń), każdy z nich liczył 2,5 kilometra. W czasie pierwszych czterech okrążeń zawodnicy wykonywali strzelanie. Pierwsze dwa strzelania odbywały się w pozycji leżącej, kolejne dwa w pozycji stojącej.

### Pierwsze okrążenie
Po pierwszym strzelaniu w biegu prowadził Norweg Halvard Hanevold. Na pierwszym strzelaniu oddał pięć bezbłędnych strzałów. Na drugim miejscu, ze stratą 5,6 sekundy, pierwsze okrążenie zakończył reprezentant tego samego kraju – Frode Andresen, który wystartował 12 sekund za Hanevoldem. Ze stratą 33,5 sekundy do Hanevolda biegł Vincent Defrasne, który podobnie jak prowadzący Norwegowie nie pomylił się na strzelnicy. Na czwartym miejscu znajdował się również bezbłędny na strzelnicy Ole Einar Bjørndalen, który zanotował awans z dwunastej pozycji. Sven Fischer, który wystartował jako pierwszy, z ośmiu sekundową przewagą nad drugim zawodnikiem, popełnił na strzelnicy dwa błędy i spadł na piąte miejsce. Podczas pierwszego strzelania osiemnastu zawodników oddało pięć celnych strzałów. Najwięcej pudeł zanotowali: Lowell Bailey i Wolfgang Perner. Amerykanin oraz Austriak oddali po trzy niecelne strzały.
Pierwszych dziesięciu zawodników po pierwszym strzelaniu:
| Lp. | Zawodnik             | Reprezentacja | Czas   | Strata        | Liczba rund karnych |
| --- | -------------------- | ------------- | ------ | ------------- | ------------------- |
| 1.  | Halvard Hanevold     | Norwegia      | 7:22,5 |               | 0                   |
| 2.  | Frode Andresen       | Norwegia      | 7:28,1 | +5,6 s        | 0                   |
| 3.  | Vincent Defrasne     | Francja       | 7:56,0 | +33,5 s       | 0                   |
| 4.  | Ole Einar Bjørndalen | Norwegia      | 8:01,2 | +38,7 s       | 0                   |
| 5.  | Sven Fischer         | Niemcy        | 8:03,6 | +41,1 s       | 2                   |
| 6.  | Ilmārs Bricis        | Łotwa         | 8:27,1 | +1 min 4,6 s  | 0                   |
| 7.  | Alexander Wolf       | Niemcy        | 8:36,6 | +1 min 14,1 s | 0                   |
| 8.  | Iwan Czeriezow       | Rosja         | 8:38,5 | +1 min 16 s   | 1                   |
| 9.  | Ricco Groß           | Niemcy        | 8:45,0 | +1 min 22,5 s | 1                   |
| 10. | Zdeněk Vítek         | Czechy        | 8:49,9 | +1 min 27,4 s | 1                   |

### Drugie okrążenie
Po drugim okrążeniu nadal prowadził Halvard Hanevold. Do punktu pomiaru czasu po 30,2 sekundy za Norwegiem dobiegł Francuz Vincent Defrasne. Obaj zawodnicy nadal nie popełnili błędu na strzelnicy. Na trzecie miejsce awansował Ole Einar Bjørndalen, który oddał jeden niecelny strzał i tracił 45 sekund do lidera. Frode Andresen po popełnieniu trzech błędów na strzelnicy spadł z drugiej na czwartą pozycję, tracąc minutę i 17,8 sekundy do Hanevolda. Zwycięzca biegu sprinterskiego – Sven Fischer po raz drugi oddał dwa niecelne strzały i nadal biegł na piątym miejscu, mając 9,3 sekundy przewagi nad Czechem Zdenkiěm Vítkiem, który wyruszył na trasę minutę i 13 sekund po Niemcu. Podczas drugiego strzelania dwudziestu sześciu zawodników oddało pięć celnych strzałów. W całej rywalizacji już tylko sześciu biathlonistów nadal nie popełniło błędu podczas strzelania. Po raz kolejny, trzy niecelne strzały zanotował Wolfgang Perner. Po drugim okrążeniu Raphaël Poirée zrezygnował z dalszej rywalizacji. Francuz biegł na ósmej pozycji.
Pierwszych dziesięciu zawodników po drugim strzelaniu:
| Lp. | Zawodnik             | Reprezentacja | Czas    | Strata        | Liczba rund karnych |
| --- | -------------------- | ------------- | ------- | ------------- | ------------------- |
| 1.  | Halvard Hanevold     | Norwegia      | 14:24,7 |               | 0+0                 |
| 2.  | Vincent Defrasne     | Francja       | 14:54,9 | +30,2 s       | 0+0                 |
| 3.  | Ole Einar Bjørndalen | Norwegia      | 15:09,7 | +45 s         | 0+1                 |
| 4.  | Frode Andresen       | Norwegia      | 15:42,5 | +1 min 17,8 s | 0+3                 |
| 5.  | Sven Fischer         | Niemcy        | 15:46,9 | +1 min 22,2 s | 2+2                 |
| 6.  | Zdeněk Vítek         | Czechy        | 15:56,2 | +1 min 31,5 s | 1+0                 |
| 7.  | Ilmārs Bricis        | Łotwa         | 15:56,6 | +1 min 31,9 s | 0+1                 |
| 8.  | Raphaël Poirée       | Francja       | 16:04,8 | +1 min 40,1 s | 2+0                 |
| 9.  | Christoph Sumann     | Austria       | 16:05,4 | +1 min 40,7 s | 1+0                 |
| 10. | Ricco Groß           | Niemcy        | 16:07,4 | +1 min 42,7 s | 1+0                 |

### Trzecie okrążenie
Podczas przedostatniego strzelania, spośród pierwszej czwórki tylko Vincent Defrasne nie spudłował ani razu. Francuz wyszedł na prowadzenie w biegu mając 34,6 sekundy przewagi nad Ole Einarem Bjørndalenem. Norweg mimo jednego pudła na strzelnicy awansował o jedno miejsce, wyprzedzając swojego rodaka – Halvarda Hanevolda. Dotychczasowy lider spudłował trzy razy i na tym punkcie pomiaru czasu tracił 53,2 sekundy do lidera biegu. Jednego zawodnika wyprzedził Sven Fischer, który wykonał pierwsze bezbłędne strzelanie w tym biegu. Trzeci z Norwegów biegnących w czołówce – Frode Andresen raz przestrzelił i biegł 11,3 sekundy za Niemcem. Po trzecim strzelaniu tylko dwóch zawodników nadal strzelało ze stuprocentową celnością, oprócz lidera biegu był to Nikołaj Krugłow. Na tym strzelaniu David Leoni, Kristaps Lībietis oraz Ludwig Gredler spudłowali po trzy razy.
Pierwszych dziesięciu zawodników po trzecim strzelaniu:
| Lp. | Zawodnik             | Reprezentacja | Czas    | Strata        | Liczba rund karnych |
| --- | -------------------- | ------------- | ------- | ------------- | ------------------- |
| 1.  | Vincent Defrasne     | Francja       | 21:43,2 |               | 0+0+0               |
| 2.  | Ole Einar Bjørndalen | Norwegia      | 22:17,8 | +34,6 s       | 0+1+1               |
| 3.  | Halvard Hanevold     | Norwegia      | 22:36,4 | +53,2 s       | 0+0+3               |
| 4.  | Sven Fischer         | Niemcy        | 22:45,6 | +1 min 2,4 s  | 2+2+0               |
| 5.  | Frode Andresen       | Norwegia      | 22:56,9 | +1 min 13,7 s | 0+3+1               |
| 6.  | Maksim Czudow        | Rosja         | 23:01,4 | +1 min 18,2 s | 2+0+0               |
| 7.  | Ilmārs Bricis        | Łotwa         | 23:04,0 | +1 min 20,8 s | 0+1+0               |
| 8.  | Björn Ferry          | Szwecja       | 23:22,2 | +1 min 39 s   | 1+0+0               |
| 9.  | Ricco Groß           | Niemcy        | 23:24,3 | +1 min 41,1 s | 1+0+0               |
| 10. | Christoph Sumann     | Austria       | 23:28,2 | +1 min 45 s   | 1+0+1               |

### Czwarte okrążenie
Na ostatnim strzelaniu dotychczasowy lider – Vincent Defrasne po raz pierwszy w tym biegu oddał niecelne strzały. Francuz spudłował dwa razy, jednak po wybiegnięciu ze strzelnicy miał 6,5 sekundy przewagi nad Ole Einarem Bjørndalenem. Norweski zawodnik, również pomylił się na strzelnicy, oddając jeden strzał poza tarczę. Za nimi, na punkcie pomiaru czasu Sven Fischer wyprzedzał Halvarda Hanevolda o 0,6 sekundy, tracąc do prowadzącego 27,4 sekundy. Na piątą pozycję przesunął się Łotysz Ilmārs Bricis, który w całym biegu oddał dziewiętnaście celnych strzałów. Wyprzedził on Frode Andresena, który oddał w sumie piąty niecelny strzał. W całym biegu tylko Nikołaj Krugłow był bezbłędny na strzelnicy. Na ostatnim strzelaniu najwięcej błędów popełnił Zhang Chengye  – Chińczyk oddał cztery niecelne strzały.
Pierwszych dziesięciu zawodników po czwartym strzelaniu:
| Lp. | Zawodnik             | Reprezentacja | Czas    | Strata        | Liczba rund karnych |
| --- | -------------------- | ------------- | ------- | ------------- | ------------------- |
| 1.  | Vincent Defrasne     | Francja       | 29:17,1 |               | 0+0+0+2             |
| 2.  | Ole Einar Bjørndalen | Norwegia      | 29:23,6 | +6,5 s        | 0+1+1+1             |
| 3.  | Sven Fischer         | Niemcy        | 29:44,5 | +27,4 s       | 2+2+0+0             |
| 4.  | Halvard Hanevold     | Norwegia      | 29:45,1 | +28 s         | 0+0+3+0             |
| 5.  | Ilmārs Bricis        | Łotwa         | 29:52,6 | +35,5 s       | 0+1+0+0             |
| 6.  | Frode Andresen       | Norwegia      | 30:15,8 | +58,7 s       | 0+3+1+1             |
| 7.  | Michael Greis        | Niemcy        | 30:40,7 | +1 min 23,6 s | 1+0+0+0             |
| 8.  | Christoph Sumann     | Austria       | 30:41,3 | +1 min 24,2 s | 1+0+1+0             |
| 9.  | Maksim Czudow        | Rosja         | 30:41,4 | +1 min 24,3 s | 2+0+0+2             |
| 10. | Julien Robert        | Francja       | 31:01,6 | +1 min 44,5 s | 1+0+0+0             |

### Piąte okrążenie
Ostatni odcinek trasy najszybciej pokonał Sven Fischer, który podczas tego okrążenia zmniejszył stratę do prowadzącego Francuza o 11,8 sekundy. Niemiec jednak, nie zdołał dogonić drugiego Ole Einara Bjørndalena, który również to okrążenie pokonał o 3,8 sekundy szybciej od Vincenta Defrasne. Drugi czas tej pętli zanotował Włoch Rene Laurent Vuillermoz. Na tym odcinku przesunął się on z osiemnastej na trzynastą pozycję. Równie szybko biegł Ilmārs Bricis. Łotysz zdołał wyprzedzić Halvarda Hanevolda, odrabiając 8,8 sekundy do Defrasne i przesuwając się na czwartą pozycję. W czołówce rywalizacji, na piątym okrążeniu również Christoph Sumann wyprzedził Michaela Greisa.

### Dodatkowe informacje
Pierwsze okrążenie
Podczas pierwszego okrążenia najlepszy czas biegu, czyli czas pokonania całego okrążenia z odjęciem czasu pobytu na strzelnicy, uzyskał Ole Einar Bjørndalen. Norweg przebiegł rundę w czasie 5 minut i 59,7 sekundy, czyli 7,1 sekundy szybciej niż Rosjanin Maksim Czudow i 7,8 sekundy szybciej od Białorusina Olega Ryżenkowa. Najkrótszy czas strzelania uzyskał również Ole Einar Bjørndalen – 23 sekundy. Uzyskał w ten sposób cztery sekundy przewagi nad pozostałymi zawodnikami – Vincentem Defrasne, Rene Laurent Vuillermoz, Zhang Chengye oraz Ondřejem Moravec. Norweg nie popełnił przy tym żadnego błędu na strzelnicy. Najlepszy czas całkowitego pobytu na strzelnicy również należał do Ole Einar Bjørndalena, który na dobiegnięcie do stanowiska strzelania, strzelanie, wybiegnięcie ze stanowiska oraz dobieg do punktu pomiaru czasu potrzebował 47,5 sekundy. Drugiemu w tym zestawieniu, Vincentowi Defrasne, zajęło to 52 sekundy, a trzeci Zhang Chengye stracił 6,9 sekundy do Norwega.
| Lp. | Czas biegu                          | 1. strzelanie                                                                | 1. pobyt na strzelnicy        |
| --- | ----------------------------------- | ---------------------------------------------------------------------------- | ----------------------------- |
| 1.  | Ole Einar Bjørndalen (5 min 59,7 s) | Ole Einar Bjørndalen (23 s)                                                  | Ole Einar Bjørndalen (47,5 s) |
| 2.  | Maksim Czudow (6 min 6,8 s)         | Vincent Defrasne Rene Laurent Vuillermoz Zhang Chengye Ondřej Moravec (27 s) | Vincent Defrasne (52 s)       |
| 3.  | Oleg Ryżenkow (6 min 7,5 s)         |                                                                              | Zhang Chengye (54,4 s)        |

Drugie okrążenie
Na drugim okrążeniu najlepszy czas biegu uzyskał ponownie Ole Einar Bjørndalen – 5 minut i 52 sekundy. Jego rodak, Frode Andresen przebiegł to okrążenie 4,4 sekundy wolniej, a Vincent Defrasne stracił 5,3 sekundy. Najkrócej na strzelnicy znajdował się Robin Clegg. Kanadyjczyk przebywał tam 54 sekundy. Drugi najkrótszy czas posiadał Czech Zdeněk Vítek – 54,2 sekundy, a trzeci Francuz Ferréol Cannard – 55,6 sekundy. Samo strzelanie najszybciej wykonali Rene Laurent Vuillermoz z Włoch oraz Robin Clegg. Obaj zawodnicy strzelali w czasie 27 sekund, czyli cztery sekundy wolniej niż Ole Einar Bjørndalen na poprzednim okrążeniu. Norweg drugie strzelanie wykonał w 28 sekund, podobnie jak Zdeněk Vítek i Ferréol Cannard.
| Lp. | Czas biegu                        | 2. strzelanie                                            | 2. pobyt na strzelnicy   |
| --- | --------------------------------- | -------------------------------------------------------- | ------------------------ |
| 1.  | Ole Einar Bjørndalen (5 min 52 s) | Rene Laurent Vuillermoz Robin Clegg (27 s)               | Robin Clegg (54 s)       |
| 2.  | Frode Andresen (5 min 56,4 s)     |                                                          | Zdeněk Vítek (54,2 s)    |
| 3.  | Vincent Defrasne (5 min 57,3 s)   | Ole Einar Bjørndalen Zdeněk Vítek Ferréol Cannard (28 s) | Ferréol Cannard (55,6 s) |

Trzecie okrążenie
Na trzecim okrążeniu, po raz kolejny, najszybciej pobiegł Ole Einar Bjørndalen. Najlepszy czas biegu na tej rundzie wyniósł 5 minut i 56,4 sekundy. Michael Greis uzyskał czas o 0,8 sekundy, Halvard Hanevold o 2,1 sekundy gorszy. Trzecie strzelanie również najszybciej wykonał Ole Einar Bjørndalen. Strzelał on 22 sekundy, popełniając przy tym jeden błąd. Sekundę dłużej strzelali: Vincent Defrasne, Frode Andresen oraz Tomasz Sikora. Najkrótszy trzeci pobyt na strzelnicy miał Vincent Defrasne. Francuz spędził tam 48,8 sekundy. Rene Laurent Vuillermoz miał czas dłuższy o 3,1 sekundy a Szwed David Ekholm o 4,2 sekundy.
| Lp. | Czas biegu                          | 3. strzelanie                                        | 3. pobyt na strzelnicy           |
| --- | ----------------------------------- | ---------------------------------------------------- | -------------------------------- |
| 1.  | Ole Einar Bjørndalen (5 min 56,4 s) | Ole Einar Bjørndalen (22 s)                          | Vincent Defrasne (48,8 s)        |
| 2.  | Michael Greis (5 min 57,2 s)        | Vincent Defrasne Frode Andresen Tomasz Sikora (23 s) | Rene Laurent Vuillermoz (51,9 s) |
| 3.  | Halvard Hanevold (5 min 58,5 s)     |                                                      | David Ekholm (53 s)              |

Czwarte okrążenie
Na czwartej rundzie nastąpiła zmiana lidera pod względem czasu biegu. Łotysz Ilmārs Bricis przebiegł to okrążenie o 0,3 sekundy szybciej niż Ole Einar Bjørndalen. Trzeci czas uzyskał Francuz Vincent Defrasne. Najkrócej na strzelnicy znajdował się Rene Laurent Vuillermoz – 50,5 sekundy. Drugi Christoph Sumann uzyskał czas o 0,1 sekundy dłuższy. Trzecie miejsce w tym zestawieniu zajęli Michael Greis oraz Matthias Simmen. Samo strzelanie najmniej czasu zajęło Ole Einar Bjørndalenowi, który cztery celne strzały oddał w 21 sekund. Dwie sekundy dłużej strzelali Vincent Defrasne i Roman Dostál.
| Lp. | Czas biegu                          | 4. strzelanie                        | 4. pobyt na strzelnicy                 |
| --- | ----------------------------------- | ------------------------------------ | -------------------------------------- |
| 1.  | Ilmārs Bricis (5 min 56,1 s)        | Ole Einar Bjørndalen (21 s)          | Rene Laurent Vuillermoz (50,5 s)       |
| 2.  | Ole Einar Bjørndalen (5 min 56,4 s) | Vincent Defrasne Roman Dostál (23 s) | Christoph Sumann (50,6 s)              |
| 3.  | Vincent Defrasne (5 min 57,4 s)     |                                      | Michael Greis Matthias Simmen (51,6 s) |

Piąte okrążenie
Na ostatnim okrążeniu zawodnicy nie wykonywali już strzelania. Na tej rundzie najszybciej pobiegł Niemiec Sven Fischer – w czasie 5 minut i 51,3 sekundy. Drugi czas biegu uzyskał Rene Laurent Vuillermoz z Włoch. Jego czas był o 2,4 sekundy gorszy od czasu niemieckiego biathlonisty. Trzeci wynik należał do Ilmārsa Bricisa, który pobiegł 3 sekundy wolniej.
| Lp. | Czas biegu                             |
| --- | -------------------------------------- |
| 1.  | Sven Fischer (5 min 51,3 s)            |
| 2.  | Rene Laurent Vuillermoz (5 min 53,7 s) |
| 3.  | Ilmārs Bricis (5 min 54,3 s)           |

Cały bieg
W całym biegu najlepszy czas biegu, czyli czas obliczony poprzez odjęcie czasu pobytu na strzelnicy od całkowitego czasu (uwzględniającego różnice czasowe ze startu), uzyskał Sven Fischer. Niemiec przebiegł trasę w czasie 30 minut i 25,5 sekund. Drugi czas biegu należał do Frode Andresena, a trzeci do Halvarda Hanevolda. Najkrótszy całkowity czas pobytu na strzelnicy, czyli czterokrotne dobiegnięcie do stanowiska strzelania, strzelanie, wybiegnięcie ze stanowiska oraz dobieg do punktu pomiaru czasu i czas potrzebny na rundy karne za niecelne strzały, uzyskał Niemiec Michael Greis (4 minuty 7,7 sekundy). 0,7 sekundy więcej czasu te czynności potrzebował Matthias Simmen, a Julien Robert stracił w tym zestawieniu 0,9 sekundy. Najszybciej w całym biegu strzelał Ole Einar Bjørndalen, jednak Norweg trzy razy spudłował. Rene Laurent Vuillermoz strzelania wykonywał 10 sekund dłużej, myląc się przy tym dwa razy. Trzeci czas strzelań całego biegu należał do Vincenta Defrasne i Robina Clegga. Francuz spudłował dwa razy, a Kanadyjczyk cztery razy.
| Lp. | Czas biegu                       | Strzelania                                | Pobyt na strzelnicy           |
| --- | -------------------------------- | ----------------------------------------- | ----------------------------- |
| 1.  | Sven Fischer (30 min 25,5 s)     | Ole Einar Bjørndalen (1 min 34 s)         | Michael Greis (4 min 7,7 s)   |
| 2.  | Frode Andresen (30 min 30,8 s)   | Rene Laurent Vuillermoz (1 min 44 s)      | Matthias Simmen (4 min 8,5 s) |
| 3.  | Halvard Hanevold (30 min 52,2 s) | Vincent Defrasne Robin Clegg (1 min 48 s) | Julien Robert (4 min 8,7 s)   |

## Wyniki końcowe
Opracowano na podstawie materiału źródłowego:
| Pozycja | Bib | Zawodnik                | Reprezentacja            | Strzelanie  | Czas    | Strata  |
| ------- | --- | ----------------------- | ------------------------ | ----------- | ------- | ------- |
| 01 !    | 5   | Vincent Defrasne        | Francja                  | 2 (0+0+0+2) | 35:20,2 | —       |
| 02 !    | 12  | Ole Einar Bjørndalen    | Norwegia                 | 3 (0+1+1+1) | 35:22,9 | +2,7    |
| 03 !    | 1   | Sven Fischer            | Niemcy                   | 4 (2+2+0+0) | 35:35,8 | +15,6   |
| 4.      | 13  | Ilmārs Bricis           | Łotwa                    | 1 (0+1+0+0) | 35:46,9 | +26,7   |
| 5.      | 2   | Halvard Hanevold        | Norwegia                 | 3 (0+0+3+0) | 35:57,7 | +37,5   |
| 6.      | 3   | Frode Andresen          | Norwegia                 | 5 (0+3+1+1) | 36:16,9 | +56,7   |
| 7.      | 16  | Christoph Sumann        | Austria                  | 2 (1+0+1+0) | 36:39,7 | +1:19,5 |
| 8.      | 35  | Michael Greis           | Niemcy                   | 1 (1+0+0+0) | 36:39,9 | +1:19,7 |
| 9.      | 10  | Maksim Czudow           | Rosja                    | 4 (2+0+0+2) | 36:41,4 | +1:21,2 |
| 10.     | 19  | Julien Robert           | Francja                  | 1 (1+0+0+0) | 37:15,9 | +1:55,7 |
| 11.     | 22  | Nikołaj Krugłow         | Rosja                    | 0 (0+0+0+0) | 37:18,9 | +1:58,7 |
| 12.     | 7   | Ricco Groß              | Niemcy                   | 2 (1+0+0+1) | 37:23,5 | +2:03,3 |
| 13.     | 41  | Rene Laurent Vuillermoz | Włochy                   | 2 (1+1+0+0) | 37:27,3 | +2:07,1 |
| 14.     | 28  | Christian De Lorenzi    | Włochy                   | 2 (0+1+0+1) | 37:28,5 | +2:08,3 |
| 15.     | 6   | Iwan Czeriezow          | Rosja                    | 3 (1+1+1+0) | 37:29,7 | +2:09,5 |
| 16.     | 11  | Zdeněk Vítek            | Czechy                   | 4 (1+0+1+2) | 37:30,2 | +2:10,0 |
| 17.     | 23  | Wilfried Pallhuber      | Włochy                   | 2 (0+1+0+1) | 37:30,3 | +2:10,1 |
| 18.     | 20  | Tomasz Sikora           | Polska                   | 4 (2+0+1+1) | 37:31,6 | +2:11,4 |
| 19.     | 15  | Alexander Wolf          | Niemcy                   | 4 (0+2+0+2) | 37:35,4 | +2:15,2 |
| 20.     | 8   | Mattias Nilsson         | Szwecja                  | 3 (1+1+0+1) | 37:47,4 | +2:27,2 |
| 21.     | 17  | Stian Eckhoff           | Norwegia                 | 4 (1+2+0+1) | 38:00,2 | +2:40,0 |
| 22.     | 47  | Paavo Puurunen          | Finlandia                | 1 (0+0+1+0) | 38:01,2 | +2:41,0 |
| 23.     | 45  | Matthias Simmen         | Szwajcaria               | 1 (1+0+0+0) | 38:08,8 | +2:48,6 |
| 24.     | 31  | Pavol Hurajt            | Słowacja                 | 2 (0+2+0+0) | 38:20,6 | +3:00,4 |
| 25.     | 14  | Björn Ferry             | Szwecja                  | 4 (1+0+0+3) | 38:25,5 | +3:05,3 |
| 26.     | 25  | Rustam Waliullin        | Białoruś                 | 5 (2+1+2+0) | 38:32,7 | +3:12,5 |
| 27.     | 30  | Oleg Ryżenkow           | Białoruś                 | 5 (1+0+2+2) | 38:37,8 | +3:17,6 |
| 28.     | 26  | Wiesław Ziemianin       | Polska                   | 1 (0+1+0+0) | 38:42,3 | +3:22,1 |
| 29.     | 44  | Roman Dostál            | Czechy                   | 4 (0+0+2+2) | 38:48,0 | +3:27,8 |
| 30.     | 32  | Siarhiej Nowikau        | Białoruś                 | 4 (0+1+2+1) | 38:49,6 | +3:29,4 |
| 31.     | 29  | Andrij Deryzemla        | Ukraina                  | 4 (2+0+2+0) | 38:54,3 | +3:34,1 |
| 32.     | 57  | Michal Šlesingr         | Czechy                   | 1 (0+0+1+0) | 39:03,7 | +3:43,5 |
| 33.     | 21  | Witalij Rudenczyk       | Bułgaria                 | 4 (1+1+2+0) | 39:04,7 | +3:44,5 |
| 34.     | 18  | Zhang Chengye           | Chińska Republika Ludowa | 7 (0+1+2+4) | 39:04,7 | +3:44,5 |
| 35.     | 40  | Hidenori Isa            | Japonia                  | 4 (2+0+2+0) | 39:11,2 | +3:51,0 |
| 36.     | 37  | Tim Burke               | Stany Zjednoczone        | 4 (0+2+2+0) | 39:17,6 | +3:57,4 |
| 37.     | 38  | Janez Marič             | Słowenia                 | 4 (0+1+1+2) | 39:42,4 | +4:22,2 |
| 38.     | 39  | David Ekholm            | Szwecja                  | 3 (2+1+0+0) | 39:43,8 | +4:23,6 |
| 39.     | 34  | Ondřej Moravec          | Czechy                   | 4 (1+0+2+1) | 39:52,3 | +4:32,1 |
| 40.     | 33  | Ferréol Cannard         | Francja                  | 5 (2+0+1+2) | 40:07,7 | +4:47,5 |
| 41.     | 46  | Rusłan Łysenko          | Ukraina                  | 3 (1+1+0+1) | 40:16,4 | +4:56,2 |
| 42.     | 50  | Jānis Bērziņš           | Łotwa                    | 1 (1+0+0+0) | 40:22,8 | +5:02,6 |
| 43.     | 42  | Indrek Tobreluts        | Estonia                  | 4 (2+1+1+0) | 40:25,8 | +5:05,6 |
| 44.     | 52  | Robin Clegg             | Kanada                   | 4 (2+0+1+1) | 40:30,3 | +5:10,1 |
| 45.     | 54  | Ludwig Gredler          | Austria                  | 6 (2+1+3+0) | 40:57,5 | +5:37,3 |
| 46.     | 51  | Raivis Zīmelis          | Łotwa                    | 5 (1+1+1+2) | 40:58,0 | +5:37,8 |
| 47.     | 43  | David Leoni             | Kanada                   | 5 (1+0+3+1) | 41:07,4 | +5:47,2 |
| 48.     | 48  | Lowell Bailey           | Stany Zjednoczone        | 6 (3+1+1+1) | 41:31,3 | +6:11,1 |
| 49.     | 53  | Miroslav Matiaško       | Słowacja                 | 6 (2+2+1+1) | 41:32,5 | +6:12,3 |
| 50.     | 49  | Tatsumi Kasahara        | Japonia                  | 6 (1+1+2+2) | 41:42,0 | +6:21,8 |
| 51.     | 60  | Roland Lessing          | Estonia                  | 4 (1+1+1+1) | 41:53,4 | +6:33,2 |
| 52.     | 59  | Matej Kazár             | Słowacja                 | 7 (2+1+2+2) | 42:46,6 | +7:26,4 |
| 53.     | 58  | Aleksandr Czerwiakow    | Kazachstan               | 6 (2+0+2+2) | 43:28,4 | +8:08,2 |
| 54.     | 56  | Kristaps Lībietis       | Łotwa                    | 6 (1+0+3+2) | 43:51,2 | +8:31,0 |
| DNF     | 9   | Raphaël Poirée          | Francja                  | 2 (2+0)     | DNF     | DNF     |
| DNS     | 24  | Siergiej Czepikow       | Rosja                    | DNS         | DNS     | DNS     |
| DNS     | 36  | Ołeksandr Biłanenko     | Ukraina                  | DNS         | DNS     | DNS     |
| DNS     | 55  | Carl Johan Bergman      | Szwecja                  | DNS         | DNS     | DNS     |
| DSQ     | 4   | Wolfgang Perner         | Austria                  | 7 (3+3+0+1) | 38:13,5 | DSQ     |
| DSQ     | 27  | Wolfgang Rottmann       | Austria                  | 4 (0+2+1+1) | 37:50,5 | DSQ     |

## Wyniki netto biegu pościgowego
Opracowano na podstawie materiału źródłowego:
Zestawienie to obejmuje wyniki biegu pościgowego bez uwzględnienia różnic czasowych na starcie. Czas netto jest to wynik zawodnika minus jego początkowa strata.
| Pozycja | Numer startowy | Zawodnik                | Reprezentacja            | Czas netto |
| ------- | -------------- | ----------------------- | ------------------------ | ---------- |
| 1.      | 12             | Ole Einar Bjørndalen    | Norwegia                 | 34:08,9    |
| 2.      | 35             | Michael Greis           | Niemcy                   | 34:28,9    |
| 3.      | 13             | Ilmārs Bricis           | Łotwa                    | 34:31,9    |
| 4.      | 5              | Vincent Defrasne        | Francja                  | 34:37,2    |
| 5.      | 41             | Rene Laurent Vuillermoz | Włochy                   | 34:51,3    |
| 6.      | 16             | Christoph Sumann        | Austria                  | 35:08,7    |
| 7.      | 47             | Paavo Puurunen          | Finlandia                | 35:15,2    |
| 8.      | 45             | Matthias Simmen         | Szwajcaria               | 35:23,8    |
| 9.      | 22             | Nikołaj Krugłow         | Rosja                    | 35:24,9    |
| 10.     | 28             | Christian De Lorenzi    | Włochy                   | 35:25,5    |
| 11.     | 19             | Julien Robert           | Francja                  | 35:28,9    |
| 12.     | 10             | Maksim Czudow           | Rosja                    | 35:32,4    |
| 13.     | 1              | Sven Fischer            | Niemcy                   | 35:35,8    |
| 14.     | 23             | Wilfried Pallhuber      | Włochy                   | 35:36,3    |
| 15.     | 20             | Tomasz Sikora           | Polska                   | 35:48,6    |
| 16.     | 2              | Halvard Hanevold        | Norwegia                 | 35:49,7    |
| 17.     | 57             | Michal Šlesingr         | Czechy                   | 35:52,7    |
| 18.     | 3              | Frode Andresen          | Norwegia                 | 35:56,9    |
| 19.     | 44             | Roman Dostál            | Czechy                   | 36:09,0    |
| 20.     | 15             | Alexander Wolf          | Niemcy                   | 36:12,4    |
| 21.     | 31             | Pavol Hurajt            | Słowacja                 | 36:14,6    |
| 22.     | 11             | Zdeněk Vítek            | Czechy                   | 36:17,2    |
| 23.     | 7              | Ricco Groß              | Niemcy                   | 36:19,5    |
| 24.     | 17             | Stian Eckhoff           | Norwegia                 | 36:24,2    |
| 25.     | 6              | Iwan Czeriezow          | Rosja                    | 36:32,7    |
| 26.     | 30             | Oleg Ryżenkow           | Białoruś                 | 36:33,8    |
| 27.     | 25             | Rustam Waliullin        | Białoruś                 | 36:35,7    |
| 28.     | 8              | Mattias Nilsson         | Szwecja                  | 36:40,4    |
| 29.     | 32             | Siarhiej Nowikau        | Białoruś                 | 36:42,6    |
| 30.     | 26             | Wiesław Ziemianin       | Polska                   | 36:43,3    |
| 31.     | 40             | Hidenori Isa            | Japonia                  | 36:45,2    |
| 32.     | 29             | Andrij Deryzemla        | Ukraina                  | 36:50,3    |
| 33.     | 37             | Tim Burke               | Stany Zjednoczone        | 37:01,6    |
| 34.     | 21             | Witalij Rudenczyk       | Bułgaria                 | 37:16,7    |
| 35.     | 14             | Björn Ferry             | Szwecja                  | 37:20,5    |
| 36.     | 39             | David Ekholm            | Szwecja                  | 37:21,8    |
| 37.     | 50             | Jānis Bērziņš           | Łotwa                    | 37:24,8    |
| 38.     | 38             | Janez Marič             | Słowenia                 | 37:25,4    |
| 39.     | 18             | Zhang Chengye           | Chińska Republika Ludowa | 37:25,7    |
| 40.     | 52             | Robin Clegg             | Kanada                   | 37:29,3    |
| 41.     | 46             | Rusłan Łysenko          | Ukraina                  | 37:31,4    |
| 42.     | 34             | Ondřej Moravec          | Czechy                   | 37:43,3    |
| 43.     | 42             | Indrek Tobreluts        | Estonia                  | 37:49,8    |
| 44.     | 54             | Ludwig Gredler          | Austria                  | 37:51,5    |
| 45.     | 51             | Raivis Zīmelis          | Łotwa                    | 37:58,0    |
| 46.     | 33             | Ferréol Cannard         | Francja                  | 37:59,7    |
| 47.     | 43             | David Leoni             | Kanada                   | 38:31,4    |
| 48.     | 53             | Miroslav Matiaško       | Słowacja                 | 38:31,5    |
| 49.     | 60             | Roland Lessing          | Estonia                  | 38:34,4    |
| 50.     | 48             | Lowell Bailey           | Stany Zjednoczone        | 38:41,3    |
| 51.     | 49             | Tatsumi Kasahara        | Japonia                  | 38:47,0    |
| 52.     | 59             | Matej Kazár             | Słowacja                 | 39:28,6    |
| 53.     | 58             | Aleksandr Czerwiakow    | Kazachstan               | 40:12,4    |
| 54.     | 56             | Kristaps Lībietis       | Łotwa                    | 40:41,2    |

## Po zawodach
Opracowano na podstawie materiałów źródłowych:
Pierwszych dwudziestu zawodników klasyfikacji generalnej Pucharu Świata po zawodach:
| Pozycja | Zawodnik             | Reprezentacja | Punkty | Strata | Zmiana |
| ------- | -------------------- | ------------- | ------ | ------ | ------ |
| 1.      | Sven Fischer         | Niemcy        | 474    | –      | 1      |
| 2.      | Raphaël Poirée       | Francja       | 443    | +31    | 1      |
| 3.      | Ole Einar Bjørndalen | Norwegia      | 411    | +63    | 2      |
| 4.      | Michael Greis        | Niemcy        | 409    | +65    | 1      |
| 5.      | Halvard Hanevold     | Norwegia      | 386    | +88    | 1      |
| 6.      | Michael Rösch        | Niemcy        | 376    | +98    | 2      |
| 7.      | Frode Andresen       | Norwegia      | 373    | +101   |        |
| 8.      | Vincent Defrasne     | Francja       | 353    | +121   | 3      |
| 9.      | Maksim Czudow        | Rosja         | 332    | +142   | 1      |
| 10.     | Alexander Wolf       | Niemcy        | 326    | +148   | 2      |
| 11.     | Iwan Czeriezow       | Rosja         | 326    | +148   | 2      |
| 12.     | Ricco Groß           | Niemcy        | 320    | +154   |        |
| 13.     | Siergiej Czepikow    | Rosja         | 280    | +194   |        |
| 14.     | Tomasz Sikora        | Polska        | 279    | +195   |        |
| 15.     | Stian Eckhoff        | Norwegia      | 266    | +208   |        |
| 16.     | Ilmārs Bricis        | Łotwa         | 255    | +221   | 2      |
| 17.     | Nikołaj Krugłow      | Rosja         | 253    | +223   | 1      |
| 18.     | Pawieł Rostowcew     | Rosja         | 225    | +251   | 1      |
| 19.     | Christoph Sumann     | Austria       | 194    | +282   | 2      |
| 20.     | Julien Robert        | Francja       | 188    | +288   | 2      |

Pierwszych dwudziestu zawodników klasyfikacji biegu pościgowego Pucharu Świata po zawodach:
| Pozycja | Zawodnik             | Reprezentacja | Punkty | Strata | Zmiana |
| ------- | -------------------- | ------------- | ------ | ------ | ------ |
| 1.      | Sven Fischer         | Niemcy        | 137    | –      | 2      |
| 2.      | Ole Einar Bjørndalen | Norwegia      | 133    | +4     | 2      |
| 3.      | Michael Rösch        | Niemcy        | 131    | +6     | 2      |
| 4.      | Vincent Defrasne     | Francja       | 126    | +11    | 3      |
| 5.      | Frode Andresen       | Norwegia      | 109    | +28    | 3      |
| 6.      | Raphaël Poirée       | Francja       | 108    | +29    | 4      |
| 7.      | Ricco Groß           | Niemcy        | 106    | +31    | 2      |
| 8.      | Christoph Sumann     | Austria       | 97     | +40    | 5      |
| 9.      | Nikołaj Krugłow      | Rosja         | 96     | +41    | 1      |
| 10.     | Halvard Hanevold     | Norwegia      | 90     | +47    | 11     |
| 11.     | Ilmārs Bricis        | Łotwa         | 90     | +47    | 12     |
| 12.     | Wolfgang Rottmann    | Austria       | 87     | +50    | 6      |
| 13.     | Julien Robert        | Francja       | 87     | +50    | 2      |
| 14.     | Iwan Czeriezow       | Rosja         | 85     | +52    | 3      |
| 15.     | Michael Greis        | Niemcy        | 85     | +52    | 5      |
| 16.     | Björn Ferry          | Szwecja       | 79     | +58    | 7      |
| 17.     | Stian Eckhoff        | Norwegia      | 74     | +63    | 3      |
| 18.     | Tomasz Sikora        | Polska        | 70     | +67    |        |
| 19.     | Alexander Wolf       | Niemcy        | 67     | +70    |        |
| 20.     | Siergiej Czepikow    | Rosja         | 67     | +70    | 8      |